# Diocesi di Timando
La diocesi di Timando (in latino Dioecesis Tymandena) è una sede soppressa e sede titolare della Chiesa cattolica.

## Storia
Timando, identificabile con Yasïveren (Yassıören) nell'odierna Turchia, è un'antica sede episcopale della provincia romana della Pisidia nella diocesi civile di Asia. Faceva parte del patriarcato di Costantinopoli ed era suffraganea dell'arcidiocesi di Antiochia.
La diocesi è documentata nelle Notitiae Episcopatuum del patriarcato di Costantinopoli fino al XII secolo.
Michel Le Quien attribuisce a questa sede un solo vescovo, Longino, che fece parte dei 28 vescovi riuniti nel battistero di Santa Sofia di Costantinopoli l'8 aprile 449 ai quali Teodosio II ordinò la revisione del processo al monaco Eutiche, condannato per aver sostenuto l'eresia monofisita. Lo stesso Longino fece parte del sinodo celebrato il 13 aprile successivo in ottemperanza all'ordinanza dell'imperatore.
A questo vescovo se ne devono aggiungere altri tre, che Le Quien attribuisce ad altre sedi episcopali: Callinico, che partecipò al concilio di Costantinopoli del 381; Eugenio, che sottoscrisse nel 458 la lettera dei vescovi della Pisidia all'imperatore Leone I dopo la morte del patriarca Proterio di Alessandria; e Costantino, che sottoscrisse gli atti del concilio in Trullo nel 691/92.
Dal 1933 Timando è annoverata tra le sedi vescovili titolari della Chiesa cattolica; il titolo finora non è mai stato assegnato.

## Cronotassi dei vescovi
- Callinico † (menzionato nel 381)
- Longino † (menzionato nel 448)
- Eugenio † (menzionato nel 458)
- Costantino † (prima del 691 - dopo il 692)